# Трансгабонская железная дорога
Транс-габонская железная дорога — единственная железная дорога Габона. Её длина — 669 км, одноколейная, неэлектрифицированная, ширина колеи 1435 мм, дорога идёт от порта Овендо (юго-западный пригород Либревиля) к Франсвилю, пересекая реку Огове в пяти местах. На ней расположены 23 станции.

## История
План по созданию железной дороги в Габоне появился ещё в 1885 году, однако он не был осуществлён. Первые исследования местности для будущей железнодорожной линии были проведены в 1968 году, выделение средств на строительство утверждено в 1973, а само строительство началось на следующий год.
Первый участок железной дороги от Овендо до Ндоле открылся в 1978 году, следующие участки строились и начинали эксплуатироваться вплоть до декабря 1986 года. Стоимость строительства железной дороги намного превысила рамки запланированного бюджета и едва не привела страну на грань банкротства. Последний участок дороги до Франсвиля открылся в 1987 году.
Наиболее важные инженерные сооружения Транс-габонской железной дороги — туннель Джаквилль длиной 278 метров, виадук над болотистой местностью у реки Абанга, мост в месте слияния рек Огове и Ивиндо.

## Перевозки
В 2001 году по Транс-габонской железной дороге было перевезено 3 миллиона тонн грузов и 280 000 пассажиров.

## Список станций
- Овендо — 0-й километр
- Нтум — 35 км
- Андем — 57 км
- М’Бел — 85 км
- Оям — 118 км
- Абанга − 148 км
- Ндоле — 182 км
- Алембе — 202 км
- Отумби — 226 км
- Биссуна — 244 км
- Айем — 267 км
- Лопе — 290 км
- Оффуе — 312 км
- Буе — 338 км
- Ивиндо — 375 км
- Муяби — 411 км
- Милоле — 448 км
- Ластурвиль — 484 км
- Думе — 514 км
- Лифута — 549 км
- Мбунгу-Мбадума — 584 км
- Моанда — 619 км
- Франсвиль — 669 км